# Müşfika Kadın
Destizer Müşfika Kadın (turco ottomano: مشفقه قادين, lett. "la compassionevole"; nata Ayşe Ağır; dopo la legge sul cognome del 1934: Müşfika Kayısoy; Caucaso, circa 1872 – Istanbul, 18 luglio 1961) è stata una consorte del sultano ottomano Abdülhamid II.

## Origini
Müşfika Kadın nacque nel 1872 nel Caucaso. Nata Ayşe Hanim, era un membro della nobile famiglia abcasa degli Ağır. Suo padre era Gazi Şehid Ağır Mahmud Bey, e sua madre sua moglie Emine Hanım. Aveva una sorella più piccola di un anno, Fatma Hanım, e un fratello più grande di sette anni, Şahin Bey. Mahmud Bey partì volontario per la Guerra russo-turca (1877-1878), affidando sua moglie e i figli alle cure di Hüseyin Vasfi Pasha, un ufficiale dell'arma della zona.
La moglie di Hüseyin Vasfi Pasha, Bezminigar Hanım, era la cugina di Mahmud Bey, amica intima di sua moglie e, prima di sposarsi, era stata al servizio della Valide Sultan Pertevniyal Sultan, madre del sultano ottomano Abdülaziz. Per queste ragioni il pasha inviò la famiglia di Mahmud Bey a vivere con sua moglie a Istanbul. A quel tempo Ayşe aveva tre anni, Fatma due e il fratello maggiore dieci. Bezminigar Hanim decise di affidare i tre bambini alle cure di Pertevniyal Sultan, la quale aveva appena perso suo figlio e si distraeva dal dolore occupandosi dei bambini della corte.
Seppur con difficoltà, riuscì a convincere Emine Hanim a presentare i figli a corte. Pertevniyal Sultan prese in simpatia le bambine e accettò di farsi carico di loro, affidando Ayşe a Navekyar Kalfa e Fatma a Şevkidide Kalfa, sotto la sorveglianza dell'Hazinedar Şemsicemal Kalfa. Pertevniyal in persona cambiò i loro nomi, secondo la tradizione di palazzo, rinominando Ayşe come Destizer, e sua sorella come Destiper. La loro madre Emine Hanım e il loro fratello maggiore Şahin Bey rimasero nella casa di Bezminigar Hanım, ma quando arrivò la notizia che Mahmud Bey era stato ucciso in guerra, a dispetto dei tentativi di dissuasione, lasciarono Istanbul per tornare nel Caucaso, lasciandosi dietro le bambine. Dopo questo, non si seppe più niente di loro.
Quando Pertevniyal morì nel 1883, le due sorelle furono trasferite al Palazzo di Dolmabahçe.

## Consorte Imperiale
Destizer crebbe diventando una donna bellissima, alta e bionda, con grandi occhi blu, e nota per la sua eleganza e raffinatezza. Ad appena quattordici anni fu notata da Abdul Hamid II, che aveva l'abitudine di andare nell'harem dopo le cerimonie dei giorni di festa per ricevere le congratulazioni. Scelta Destizer come consorte, venne in seguito condotta al Palazzo di Yıldız.

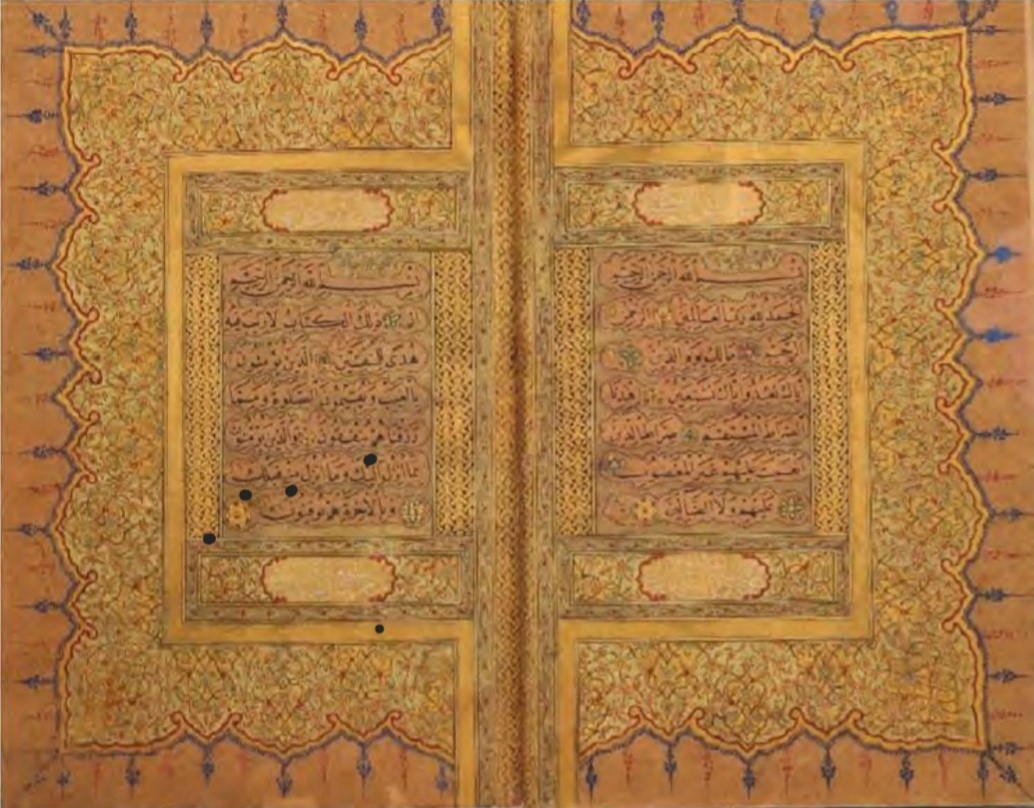
Copia del Corano in nesih talik fatta da Kazasker Mustafa Izzet Efendi (morto nel 1876) nell'anno 1871, che fu donata dal Sultano Abdul Hamid II a Müşfika Kadın come dono di nozzo, e donato da Müşfika Kadın alla tomba di Abdul Hamid nel 1918

Il matrimonio ebbe luogo il 12 febbraio 1886, e fu eseguito dal Deputato del Nobile Spazzino, Seyid Esad Efendi e assistito dal Sovrintendente delle Partenze, Hacı Mahmud Efendi, dall'Imam di Kağıthane, Ali Efendi e dal Senior Scudiero, Şerafeddin Ağa. Come suo primo regalo, Abdul Hamid le presentò una squisita copia del Corano, che era stato fatto in nesih talik da Kazasker Mustafa Izzet Efendi (morto nel 1876) nel 1871. Lui le diede il nome "Müşfika", che aveva scelto aprendo il Corano a una pagina dove veniva citato Müşfikun, e il rango di "Terza Ikbal", col titolo Müşfika Hanim. In seguito, venne promossa a "Prima Ikbal" e, nel 1909, a "Quarta Kadın", col titolo Müşfika Kadın. Insieme a Pesend Hanım e Saliha Naciye Kadın, fu fra le consorti preferite di Abdülhamid II, e una delle due, con Saliha Naciye, a restare con lui fino alla morte. A Pesand questo non fu concesso, ma alla notizia della sua morte si tagliò i capelli in segno di lutto. Müşfika fu inoltre fra le consorti che il sultano visitò regolarmente fino alla fine del suo regno.
Come era stato il caso con le altre consorti di Abdul Hamid, Müşfika ricevette i suoi appartamenti personali, conosciuti come Cancelleria minore. Dilesrar Kalfa, molto conosciuta nel palazzo perché era in servizio dalla fine del regno del Sultano Abdülmecid I e aveva servito il Sultano Abdul Aziz, venne messa a capo del suo personale privato.
Abdul Hamid cambiò il nome della sorella di Müşfika, Destiper Hazinedar Hanim in Şükriye Hanım e la diede in sposa ad Halid Pasha, il secondogenito del Capoguardarobiere di Abdul Hamid, Ismet Bey, la cui madre era stata la balia di Abdul Hamid. Nel 1917, cinque mesi prima della morte di Abdul Hamid, Şükriye Hanım morì di tifo. Abdul Hamid era confinato al Palazzo di Beylerbeyi quando fu informato della sua morte, e fu lui che pagò le spese per la sua sepoltura. Fu sepolta nel cimitero di Rumelihisarı.
Il 15 novembre 1887, un anno dopo il matrimonio, Müşfika diede alla luce la sua unica figlia, Hamide Ayse Sultan, che sarebbe diventata, insieme a Naime Sultan, una delle figlie favorite. Abdul Hamid donò un fermaglio a Filürye Kalfa, che gli aveva portato la notizia della nascita della figlia. Ebezade Kamile Hanım, che era stata la levatrice, ricevette trecento lire, e il Dr. Triandafilidis, lo specialista che aveva seguito Müşfika visitandola ogni settimana durante la sua gravidanza ebbe una decorazione.

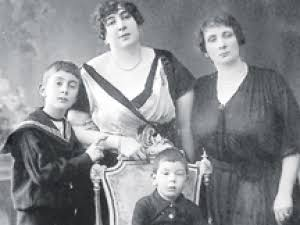
Müşfika (sulla destra) con sua figlia, Ayşe Sultan, and e i suoi nipoti, Sultanzade Ömer Nami Bey e Sultanzade Osman Nami Bey

Prima della nascita di Ayşe, Abdul Hamid aveva ordinato la costruzione di una villa, chiamata "Villa Nuova" nei giardini del Palazzo di Yıldız. Nel 1888, quando Ayşe aveva sette mesi, Abdul Hamid le donò questa villa.
Il 27 aprile 1909, Abdul Hamid fu deposto, e inviato in esilio in Tessalonica, e Müşfika and Ayşe lo accompagnarono. Ayşe ritornò a Istanbul nel 1910, tuttavia, Müşfika rimase con lui. Ma dopo che Tessalonica cadde in mano greca nel 1912, Abdülhamid e le consorti con lui poterono rientrare a Istanbul, dove il sultano deposto fu confinato al Palazzo di Beylerbeyi. Le uniche consorti che vollero e a cui fu concesso rimanere furono Müşfika e Saliha Naciye Fedele a suo marito fino alla fine, si dice che quando Abdülhamid II morì nel 1918, lo fece fra le sue braccia.

## Vedovanza

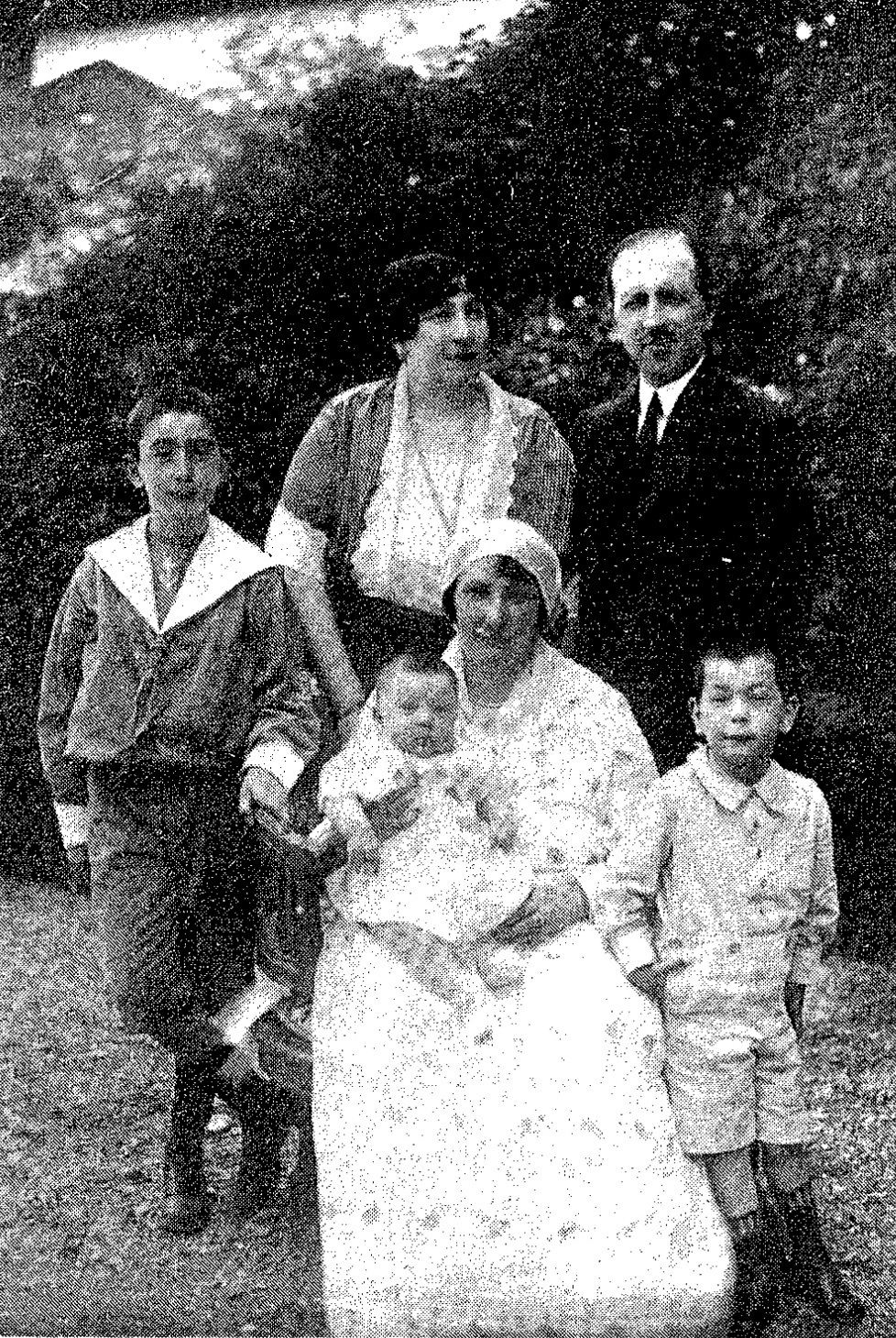
Müşfika Kadın (seduta al centro) nel 1923, con sua figlia Ayşe, il suo secondo marito e i suoi nipoti. Da sinistra a destra: Ömer, Abdulhamid e Osman. Ömer e Osman nacquero dal primo matrimonio di Ayşe.

Dopo la morte di Abdul Hamid, Müşfika si trasferì al Palazzo di Yıldız. Donò il Corano che Abdul Hamid le aveva regalato al loro matrimonio alla fondazione che si occupava del suo mausoleo e di cui anche lei faceva parte.
Nel 1924 la dinastia ottomana venne esiliata, compresa sua figlia Ayşe. Come membro aggiunto della famiglia imperiale, Müşfika non fu obbligata ad andarsene e scelse di rimanere in Turchia. Prese la nazionalità turca e si trasferì nella casa di Gazi Osmanpaşa in via Serencebey, n. 53. Nel 1934, secondo la Legge sul cognome, adottò il cognome "Kayısoy" riferendosi alla sua discendenza dalla tribù Kayı.
Nel 1936, presentò una petizione al governo turco per la restituzione delle proprietà che Abdülhamid le aveva lasciato e che il governo repubblicano aveva sequestrato. Tuttavia, l'Ufficio Esteri le rispose che il testamento di Abdülhamid non era valido e che le proprietà quindi non le appartenevano. Precedentemente, nel 1925 e nel 1928 rispettivamente, lei e Şevket Mehmet Ali Bey, il banchiere che la rappresentava, avevano affidato lo stesso compito a Sami Günzberg, un conosciuto avvocato turco ebreo, che rappresentava anche altre consorti ottomane rimaste in Turchia, ma senza successo.
Nel 1944, chiese al governo assistenza finanziaria, e nel 1949 il Presidente İsmet İnönü le assegnò una rendita mensile di duecento lire. La rendita era misera, così scrisse all'allora Presidente Adnan Menderes nel 1954, che le assegnò altre cinquanta lire.
Ayşe ritornò a Istanbul nel 1952, dopo la revoca dell'esilio per le principesse, dopo quasi ventotto anni, e scrisse le sue memorie, completandole nel 1955. Larga parte delle sue memorie parla di sua madre, e di come le due vissero insieme dopo il ritorno della principessa in Turchia. Il lavoro, originariamente apparso in formato seriale nella popolare rivista turca Hayat alla fine del 1950, fu pubblicato in edizione rilegata a Istanbul nel 1960, poco dopo la morte della principessa.

## Morte
Müşfika Kadın morì nella villa di Gazi Osmanpaşa in Serencebey Street 53, di pleurite, il 18 luglio 1961. Sopravvissuta di un anno alla figlia, venne sepolta in uno dei mausolei imperiali nel cimitero Yahya Efendi a Istanbul.

## Discendenza

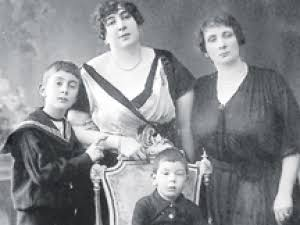
Da destra a sinistra: Müşfika Kadın, sua figlia Ayşe e i suoi nipoti Osman e Ömer

Da Abdülhamid II, Müşfika Kadın ebbe una figlia: 
- Hamide Ayşe Sultan (15 novembre 1887 - 10 agosto 1960). Sposata due volte, ebbe tre figli e una figlia.

## Nella letteratura e nella cultura popolare
- Nella serie tv del 2011 Kirtli Oyunlar, è stata interpretata dall'attrice turca Deniz Gokçer.[34]
- Müşfika Kadın è un personaggio nel romanzo storico di Ahmet Altan Come la ferita di una spada (2018).